# Groovin' Red
Groovin' Red è un album di Red Garland, pubblicato dalla Key'stone Records nel 1977. Il disco fu registrato dal vivo nel maggio 1977 al Keystone Korner di San Francisco, California (Stati Uniti).

## Tracce
1. Straight, No Chaser – 6:45 (Thelonious Monk)
2. Only You – 7:24
3. Never Let Me Go – 5:23 (Ray Evans, Jay Livingston)
4. Our Love Is Here to Stay – 8:23 (George Gershwin, Ira Gershwin)
5. The Best Things in Life Are Free – 7:45 (Lew Brown, Buddy DeSylva, Ray Henderson)
6. Solar – 7:13 (Miles Davis)
7. I Wish I Knew – 10:01 (Elmo Montgomery, Bobby Mitchell, Dave Bartolomew)
8. Dear Old Stockholm – 16:36 (Anders Fryxell)
9. Billy Boy / New York Theme – 8:28 (Brano tradizionale / Brano tradizionale, Kenny Dorham)

## Musicisti
- Red Garland – pianoforte
- Leroy Vinnegar – basso
- Philly Joe Jones – batteria